# Mário Gil
Mário Gil (São Paulo, 24 de maio de 1941 - Lisboa, 7 de Dezembro de 2017) foi um cantor popular luso-brasileiro. Ficou célebre pela interpretação da sua canção Caminhos de Portugal, na qual descreve, em tom autobiográfico, diversos locais daquele país.
Interpretava as suas canções com um sotaque híbrido, misturando influências portuguesas e brasileiras. Era descendente de portugueses, tendo sua mãe nascido numa aldeia do concelho de Bragança chamada Zeive e seu pai na cidade da Guarda .
Participou como actor nas telenovelas A Lenda da Garça (RTP, 1999) e Ganância (telenovela) (SIC, 2001).
Em 2009, completou 29 anos de carreira, com 29 álbuns gravados.
"Tu não estás" é um CD com 17 músicas, que inclui vários originais e sucessos do cantor, que fazia de Portugal a sua casa.
- Observar que Mário Gil é o nome artístico de José Ambrósio Gil Filho, segundo dados da UBC.